# Julius Ferdinand Räbiger
Julius Ferdinand Räbiger oder Raebiger (* 20. April 1811 in Lohsa; † 18. November 1891 in Breslau) war ein deutscher lutherischer Theologe und Hochschullehrer.

## Leben
Räbiger besuchte er das Gymnasium Bautzen. Anschließend studierte er ab 1829 an der Universität Leipzig und ab 1831 an der Universität Breslau Philosophie und Theologie. Nach dem Studium wirkte er eine längere Zeit als Hauslehrer, bevor er am 18. November 1836 mit der Dissertation Ethice Liborum Apocryphorum Veteris Testamenti in Breslau zum Dr. phil. promoviert wurde. Am 17. Februar 1838 erfolgte die Promotion zum Lic. theol. und direkt anschließend die Habilitation an der theologischen Fakultät. Von 1838 bis zu seinem Tod dozierte er schließlich an der Breslauer Universität.
Räbiger stieg 1847 zum außerordentlichen Professor auf. Von 1849 bis 1851 war er Herausgeber der Schlesischen Zeitschrift für evangelische Kirchengemeinschaft. Da sich durch die Zeitschrift der Minister Karl Otto von Raumer angegriffen fühlte, wurde er von 1851 bis 1853 als wissenschaftlicher Mitarbeiter an die Universitätsbibliothek Breslau versetzt. Die theologische Fakultät ehrte ihn 1853 mit der Ehrendoktorwürde (Dr. theol. h.c.). Durch die Fürsprache des Ministers Moritz August von Bethmann-Hollweg erhielt er im Oktober 1859 eine ordentliche Professur.
Räbiger war im Studienjahr 1869/1870 Rektor der Breslauer Universität. Außerdem wurde er über 25 Jahre als Stadtverordneter gewählt.

## Werke (Auswahl)
- Lehrfreiheit und Widerlegung der kritischen Prinzipien Bruno Bauers, Breslau 1843.
- Die allgemeine Kirche, ein Wort an die Protestierenden unter Katholiken und Protestanten, Breslau 1845.
- Die Entwicklung der Theologie zur Wissenschaft, Breslau 1869
- Theologik oder Encyklopädie der Theologie, Leipzig 1880.
- Zur theologischen Encyklopädie. Kritische Betrachtungen, Breslau 1882.